# Assemblée de l'Union
Ne doit pas être confondu avec Assemblée de l'union des Comores.
Assemblée actuellement dissoute
Assemblée du peuple
Complexe de l'Assemblée de l'Union
L'Assemblée de l'Union (en birman : ပြည်ထောင်စု လွှတ်တော် romanisé : Pyidaungsu Hluttaw) est l'institution bicamérale détentrice de jure du pouvoir législatif en Birmanie — aussi appelée Myanmar — établi par la Constitution de 2008. Elle est composée de la Chambre des nationalités (Amyotha Hluttaw) avec 224 sièges, et de la Chambre des représentants (Pyithu Hluttaw) avec 440 sièges. Il n'existe pas de mention dans la Constitution de 2008 de chambre « basse » ou « haute », les deux chambres jouissent d'un pouvoir égal en terme d'initiative, de révision, de modification et d'adoption de la législation.
L'Assemblée de l'Union siège à Naypyidaw au quartier Zeya Theddhi, dans un complexe parlementaire de 31 bâtiments censés représenter les 31 mondes de la cosmologie bouddhiste,.
À la suite du coup d'État du 1er février 2021, l'Assemblée de l'Union est dissoute par le président par intérim Myint Swe, qui déclare l'état d'urgence pendant un an et transfére tout le pouvoir législatif au commandant en chef des forces armées birmanes Min Aung Hlaing.

## Histoire

### Période précoloniale
Le Hluttaw (birman : လွှတ်တော် l̥ʊʔtɔ̀ ; lit. « délégation des [fonctions] royales ») fait historiquement référence au conseil des ministres à la cour du roi en Birmanie précoloniale. Les origines de l'Hluttaw remontent au royaume de Pagan où le roi Htilominlo (1211-1235) créé un conseil privé composé de cinq ministres pour gérer les affaires quotidiennes du gouvernement.
Pendant la dynastie Konbaung, l'Hluttaw est le centre du gouvernement et l'organe administratif national du royaume, divisé en trois branches, à savoir fiscale, exécutive et judiciaire (à partir de l'époque coloniale, le terme hluttaw est utilisé pour décrire un parlement ou un organe législatif). L'organe du Byedaik (en) (ဗြဲတိုက်) agit en tant que conseil privé, maintenant les affaires intérieures de la cour royale, tandis que le Hluttaw gère la politique du royaume. Le Hluttaw — selon la tradition — a également le devoir de choisir l'héritier présomptif, chaque fois que le roi sortant n'en choisissait pas un.
Durant la dynastie Konbaung, le Hluttaw est en session pendant 6 heures par jour, de 6h à 9h, et de midi à 15h, en présence de ministres (မင်းကြီး / Mingyi), de ministres de troisième rang (ဝန်ထောက် / Wundauk), de greffiers en chef (စာရေးကြီး / Sayegyi), ainsi que des ministres de l'Intérieur (အတွင်းဝန် / Atwin Wun), qui siègent avec le Byedaik. Il est de tradition que le roi nomme quatre ministres, quatre ministres de l'intérieur et quatre officiers.

### Birmanie britannique
Le 2 janvier 1923, avec l'adoption des réformes de Montagu-Chelmsford, la Birmanie devient une province du Raj britannique avec un conseil législatif partiellement élu, composé de 103 sièges, dont 80 élus.
La loi sur le gouvernement de Birmanie de 1945 crée la Législature de la Birmanie. Au cours de cette période, cette assemblée coloniale se compose de deux chambres, le Sénat avec 36 sièges et la Chambre des représentants avec 132 sièges.

### Depuis l'indépendance
De 1947 à 1962, en vertu de la Constitution de 1947, la législature birmane, appelée Parlement de l'Union, se compose de deux chambres, la Chambre des nationalités avec 125 sièges (Lumyozu Hluttaw) et la Chambre des députés avec 250 sièges (Pyithu Hluttaw), dont le nombre de sièges est déterminé par la taille de la population de chacune des circonscriptions.
À la suite la dissolution du parlement avec le coup d'État de 1962 et jusqu'à 1974, il n'existe pas de parlement fonctionnel, puisque le gouvernement au pouvoir est exercé par le Conseil révolutionnaire de l'union socialiste. À partir de 1974 et jusqu'en 1988, en vertu de la Constitution de 1974, la branche législative de la Birmanie est constituée d'un parlement à parti unique réduit au rôle de chambre d'enregistrement, composé d'une chambre monocamérale, l'Assemblée du peuple (Pyithu Hluttaw) représentée par les membres du parti du programme socialiste birman. Son mandat est de quatre ans. En août 2010, l'ancien complexe de l'assemblée situé sur Pyay road à Rangoun est utilisé général Ne Win de la  junte militaire pour être occupé par les bureaux gouvernementaux de la région de Yangon.

### Union de Birmanie
Entre 1988 à 2011, il n'existe plus de parlement fonctionnel, puisque le gouvernement au pouvoir est exercé par le Conseil d'État pour la paix et le développement.

## Composition
Composition de l'Assemblée de l'Union.
- Membres élus à la Chambre des représentants : 330 (50 %)
- Membres élus à la Chambre des nationalités : 168 (25 %)
- Militaires nommés à la Chambre des représentants : 110 (17 %)
- Militaires nommés à la Chambre des nationalités : 56 (8 %)

L'Assemblée de l'Union est une institution bicamérale composée de la Chambre des représentants avec 440 sièges et de la Chambre des nationalités avec 224 sièges. Au total l'Assemblée de l'Union se compose de 664 membres au total dont 498 — soit 75% — sont élus au scrutin direct par les électeurs, tandis que les 166 autres — soit 25% — sont réservés aux militaires nommé par le commandant en chef des forces armées birmanes. Ce modèle est similaire à celui indonésien de l'« Ordre nouveau » du président Soeharto, qui garantit un certain nombre de sièges au parlement à des militaires nommés.

### Chambre des nationalités
La Chambre des nationalités forme la chambre haute de l'Assemblée de l'Union. Elle est composée de 224 sièges renouvelés tous les cinq ans, dont 168 à pourvoir au scrutin uninominal majoritaire à un tour à raison de 12 sièges pour chacune des sept régions et sept États du pays. Les 56 sièges restants sont nommés par le commandant en chef des forces armées birmanes.

### Chambre des représentants
La Chambre des représentants forme la chambre basse de l'Assemblée de l'Union. Elle est composée de 440 sièges renouvelés tous les cinq ans, dont 330 à pourvoir au scrutin uninominal majoritaire à un tour dans autant de circonscriptions électorales correspondants aux 330 municipalités du pays. Les 110 sièges restants sont nommés par le commandant en chef des forces armées birmanes.